# روبرت برالجو
روبرت برالجو (بالإنجليزية: Robert Pralgo)‏ هو ممثل أمريكي، ولد في 4 يونيو 1966 بذا برونكس في الولايات المتحدة.

## أعمال

### أفلام
- (2009) البعد الآخر[1]
- (2009) عائلة جونز
- (2014) اقتل الرسول[2][3]
- (2015) الغضب 7[4]
- (2015) تيكن 3
- (2016) الرئيسة[5]
- (2016) جولة مع شرطي 2[6]
- (2016) سولي[7]
- (2017) اشتباك بالأيدي[8]
- (2018) الحرب اللانهائية[9][9]
- (2019) نهاية اللعبة[10][11]

## وصلات خارجية
- روبرت برالجو على موقع IMDb (الإنجليزية)
- روبرت برالجو على موقع ألو سيني (الفرنسية)
- روبرت برالجو على موقع أول موفي (الإنجليزية)
- روبرت برالجو على موقع قاعدة بيانات الأفلام السويدية (السويدية)
- روبرت برالجو على موقع قاعدة بيانات الفيلم (الإنجليزية)
- روبرت برالجو على موقع كينوبويسك (الروسية)